# Hervé Delabarre
Hervé Delabarre est un poète, écrivain et peintre français, né en 1938 à Saint-Malo.

## Biographie
Hervé Delabarre passe son enfance durant l’Occupation dans Saint-Malo intra-muros, en absence du père, prisonnier de guerre. Il poursuit ses études à Rennes, et il fait la rencontre décisive, en 1963, d'André Breton, qui l'invite à rejoindre le mouvement surréaliste. Il passe trois étés en compagnie du chef de file du mouvement dans sa maison de vacances de Saint-Cirq-Lapopie, avant sa mort, en 1966. 
Il continue ensuite à prendre part aux activités du groupe jusqu'à sa dissolution officielle en 1969. 
Il réintègre en 2005 le « groupe surréaliste de Paris », constitué en 1970 par Vincent Bounoure avec la participation, entre autres, de Michel Zimbacca, Joyce Mansour, Marianne Van Hirtum et Jorge Camacho.
« Ciseleur de l'inconscient » selon Bruno Geneste et Paul Sanda, Hervé Delabarre a construit une identité tendue entre diverses formes, occupant le terrain d’une émotion toute en retenue. Son travail de peintre est une sorte de prolongement du poème, l’autre versant de ses préoccupations et une tentative
supplémentaire pour capter la fascination et le mystère de l’Autre.

## Publications
- Les Métamorphoses du Bill (hors-commerce, 1960).
- Les Dits du Sire de Baradel, illustrations de Jorge Camacho, (éd. Peralta, 1968).
- Métronome du désir l’éclair (Ogham, 1970).
- Lueurs d'antre (éd. Autres Rives, 1989).
- Paroles de Dalila (Myrddin, 1992).
- Bribes pour Dalila (Myrddin, 1992).
- Avide d’elle avilie, illustrations de Catherine  Caquevel, (Encres d'argile, 2000).
- Danger en rive & autres poèmes, postface de Christophe Dauphin (éd. Librairie-Galerie Racine, 2004).
- Le Lynx aux lèvres bleues (éd. surréalistes, 2007).
- Effrange le noir (éd. Librairie-Galerie Racine, 2010).
- D’Éléonore et d’autres, collages de Marie-Laure Missir, (éd. des Deux Corps, 2011).
- Le Plumier de la nuit, collages de Pierre Rojanski, (éd. des Deux Corps, 2011).
- Les Hautes Salles (éditions clarisse, 2012).
- Les Survenants, dessins de Georges-Henri Morin, (éd. des Deux corps, 2013).
- Dans l'ombre du lynx, suivi du dossier Autour du Lynx, avec des textes de Jean-Claude Chenut, Christophe Dauphin, Françoise Delahaye, Paul Farellier, Guy Girard, André Prodhomme, Paul Sanda, Roberto San Geroteo, Eric Sénécal, Jean-Claude Tardif et Jacques Albert Thibaud (À L'Index, 2014).
- Prolégomènes pour un ailleurs, Préface de Christophe Dauphin, illustration de Jacques Hérold (Les Hommes sans Epaules éditions, 2015).
- La nuit succombe, Préface d'Alain Joubert, illustration de Lucien Coutaud, (Les Hommes sans Epaules éditions, 2017).
- Chemins de nuit et leurs stations, encres de Françoise Delahaye, (À L'Index, 2018).
- Diable, in Alcheringa no 1 (revue du groupe surréaliste de Paris), janvier 2019.
- Une tragédie, in Alcheringa no 2, été 2021.
- Un combat qui n'aura pas lieu, in Alcheringa no 3, été 2022.

## Pour approfondir